# Georges Vaudoyer
Pour les articles homonymes, voir Vaudoyer.
Georges Vaudoyer est un architecte français né le 1er février 1877 à Paris, où il est mort le 23 février 1947. Il est un pionnier de la cité-jardin, il se montre aussi novateur dans de nombreuses réalisations d'HLM en Île-de-France et de villas balnéaires de La Baule.

## Biographie
Georges Vaudoyer est issue d’une lignée d’architectes. Antoine-Laurent-Thomas Vaudoyer (1756-1846), est lauréat du prix de l'Académie d'Architecture en 1788. Le fils de celui-ci, grand-père de Georges Vaudoyer, Léon Vaudoyer (1803-1872), est l’un des pères de l'architecture historiciste. Son fils, Alfred (1846-1919), travaille essentiellement pour une clientèle parisienne. C’est dans cette famille que naît Georges Vaudoyer en 1877, fils d’Alfred Vaudoyer et d’Adrienne Viollet-Le-Duc. Il est diplômé de École nationale supérieure des beaux-arts en 1905 et six de ses réalisations en Île de France sont versées à l'Inventaire général du patrimoine culturel.
Frère de l’historien d’art et écrivain Jean-Louis Vaudoyer, Georges Vaudoyer meurt en 1947.

## Réalisations

### À Paris
- Hôtel particulier, 65, avenue de Ségur, en 1910[7] ;
- Immeuble de la fondation Singer-Polignac (72, rue de la Colonie[8]) en 1911 ;
- Siège de l’ordre des avocats (11, place Dauphine[9]) en 1912 ;
- Immeuble du ministère de la Culture et de la Communication à Paris en 1919[10].

### En région parisienne
- Cité-jardin Blumenthal à Épinay-sur-Seine en 1919.

### En province
- En 1906, Georges Vaudoyer dessine les plans de la villa balnéaire bauloise La Ronceray, pour le comte de La Ronceray[11]. Achetée par le compositeur Alfred Bruneau, elle prend alors le nom de « villa Goët »[11].